# 中国社会科学院日本研究所
中国社会科学院日本研究所是中华人民共和国的一家日本问题研究机构，成立于1981年5月，是中国社会科学院的直属研究单位。